# Robert Nozick

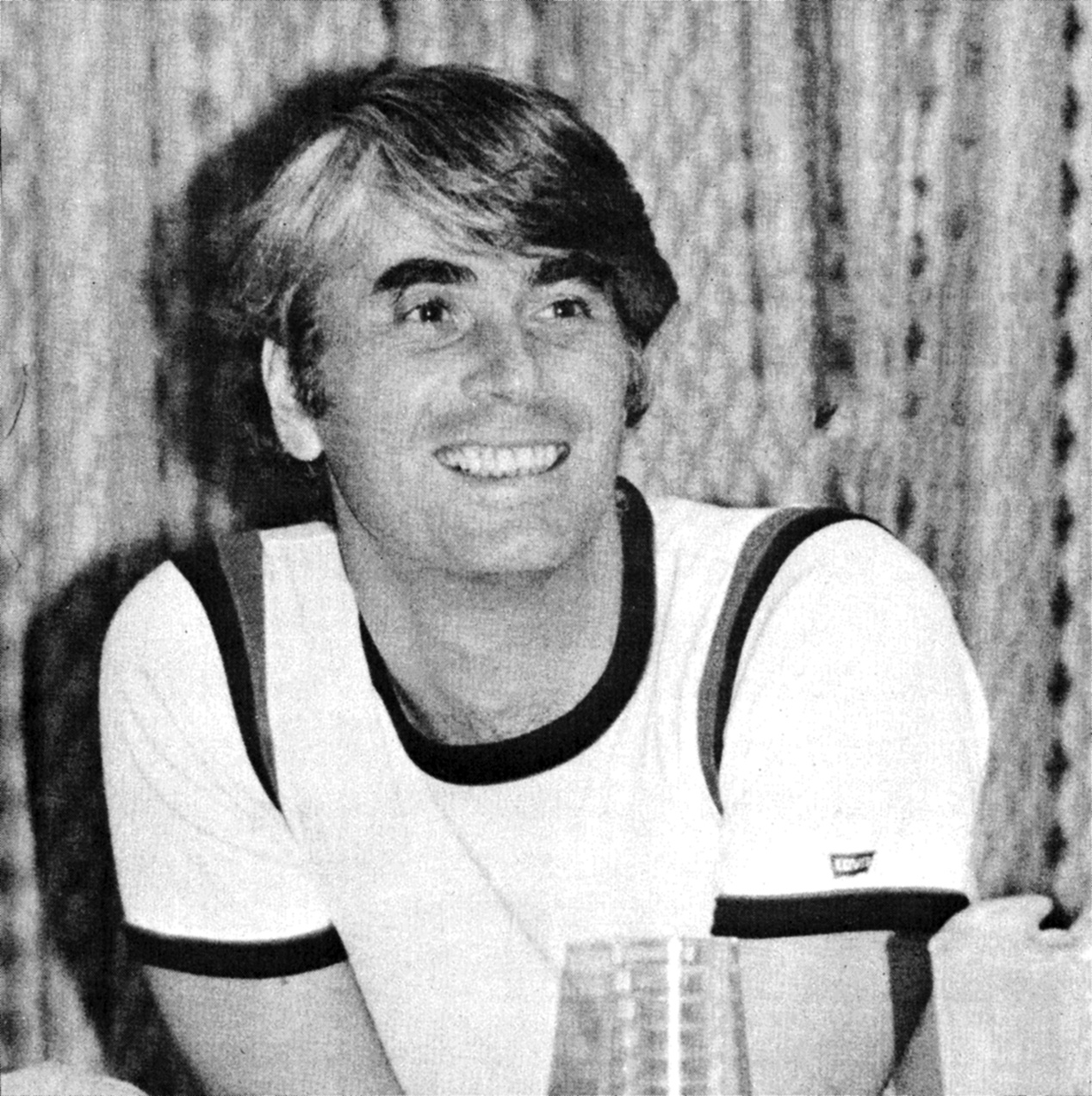
Robert Nozick (1977)

Robert Nozick (New York, 16 november 1938 – Cambridge (Massachusetts), 23 januari 2002) was een Joods-Amerikaans filosoof en Joseph Pellegrino University Professor aan Harvard-universiteit. Zijn boek Anarchy, State and Utopia (1974) gaf een libertarisch antwoord op A Theory of Justice (1971) van John Rawls. Hoewel dit Nozick tot de voornaamste libertarische denker maakte en die beweging nieuw leven inblies, nam Nozick in de jaren 80 een meer democratische  houding aan en maakte hij meer ruimte voor solidariteit en de verwerkelijking daarvan via een overheid. In hoeverre hij zijn oude libertarische beginselen hiermee aan de kant zette, is een kwestie van interpretatie. Nozick studeerde aan de Universiteit van Oxford, Columbia-universiteit en Princeton-universiteit.

## Anarchy, State, and Utopia

### DeEntitlement theory of justice
In Anarchy, State, and Utopia (1974) ontwikkelt Nozick een sociaal ethisch systeem dat hij een entitlement theory of justice noemt. Dit systeem is gebaseerd op (het recht op) persoonlijke vrijheid en het recht op eigendom.
Nozicks uitgangspunt is dat mensen self-owners (zelf-bezitters) zijn: ze hebben (1) het recht hun eigen lichaam, geest en mogelijkheden te gebruiken zoals zij dat zelf willen en ze hebben (2) recht op de resultaten (de producten) die dat oplevert.
Nozick wijst het concept van distributieve rechtvaardigheid (een systeem waarin een instantie de welvaart in een samenleving verdeelt of herverdeelt volgens een bepaalde norm) af. Hij stelt dat een ethisch rechtvaardig sociaal systeem drie principes moet hebben die bepalen wanneer iemand aanspraak op een ding of product kan maken (dat wil zeggen entitled is):
1. The principle of justice in acquisition
Dit principe moet beschrijven hoe dingen zonder eigenaar (bijvoorbeeld natuurlijke hulpbronnen) een eigenaar kunnen krijgen. Wanneer mag iemand iets (dat nog van niemand is) tot zijn eigen bezit maken, welke dingen kunnen op deze manier verworven worden, tot op welke hoogte, enzovoort.
2. The principle of justice in transfer
Dit principe moet beschrijven hoe dingen van eigenaar kunnen en mogen wisselen en welke voorwaarden hierbij gelden.
In een ideale wereld zouden deze twee principes voldoende zijn. Mensen kunnen aanspraak maken op een goed als dit goed verkregen is via principe 1 of als dit goed verkregen is op basis van principe 2 én degene van wie dit goed verkregen is had op zijn beurt het recht op dit goed volgens deze twee principes.
De wereld is echter niet perfect en soms bezitten mensen dingen waarop ze geen recht hebben omdat deze niet via de voorgaande principes verkregen zijn, maar bijvoorbeeld door middel van diefstal of fraude. Om deze situaties te corrigeren is er een derde principe nodig:
3. The principle of rectification of injustice in holdings
Dit principe beschrijft hoe een situatie waarin iemand een bezit heeft dat niet volgens voorgaande principes verkregen is, gecorrigeerd wordt en wie dit moet doen.
Een situatie die volgens deze principes tot stand is gekomen is rechtvaardig, aldus Nozick. Sterker nog, omdat het dwingend ingrijpen (bijvoorbeeld door de overheid) in deze situatie het self-ownership van mensen aantast, is het niet gerechtvaardigd om in een dergelijke situatie dwingend in te grijpen. Merk op dat dit losstaat van de praktische invulling van deze principes.
Nozicks ethiek is dus een procedurele ethiek: of een bepaalde situatie (een bepaalde verdeling van de welvaart) rechtvaardig is, hangt af van de vraag of zij via de juiste procedures (zoals voorgeschreven in de drie principes) tot stand gekomen is.
Het doel van de overheid moet zijn ervoor te zorgen dat alle distributie van goederen plaatsvindt volgens de regels van principes 1 en 2, en waar dit niet gebeurt de regels van principe 3 toe te passen. Als de overheid echter wel ingrijpt en een herverdeling van welvaart nastreeft, is dit in strijd met het self-ownership van mensen (het recht dat mensen hebben op de resultaten van hun eigen inspanningen) en dus immoreel. Nozick pleit daarom voor een minimaal overheidsingrijpen: een minimale staat, of, zoals hij dat noemt, een "night-watchman state" (een "nachtwakerstaat").

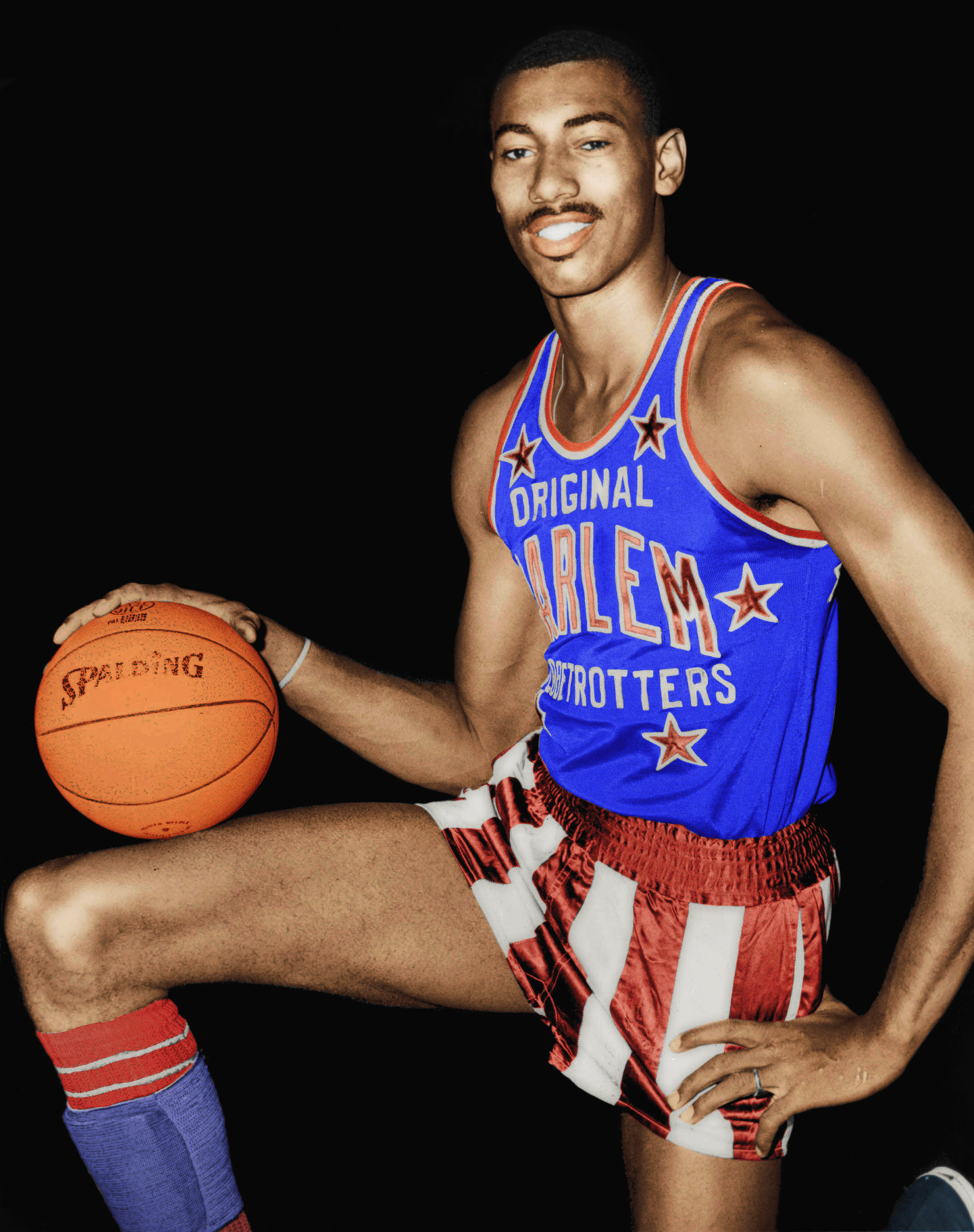
Wilt Chamberlain (foto 1959).

### HetWilt Chamberlain-argument
Nozick verdedigt zijn argument voor een entitlement-theorie van rechtvaardigheid gebaseerd op aanspraken met behulp van een gedachte-experiment. Men stelle zich voor dat al het bezit in een samenleving op enig moment "rechtvaardig" verdeeld is, volgens een of andere norm die niet gebaseerd is op entitlement. Nu krijgt de succesvolle basketballer Wilt Chamberlain van zijn club een contract aangeboden, waarbij hij van iedere toegangskaart die het komende seizoen verkocht wordt, 25 cent krijgt. De toeschouwers zijn hiervan op de hoogte. Aan het eind van het seizoen heeft de club een miljoen kaarten verkocht en heeft Chamberlain dus 250.000 dollar verdiend.
Het resultaat is dat de verdeling van rijkdom zoals die bestond voor de start van het seizoen veranderd is: waar de rijkdom voor de start van het seizoen nog perfect verdeeld was volgens een bepaalde norm, is deze dat nu niet meer. De verandering van de verdeling is echter geheel vrijwillig tot stand gekomen, met instemming van Chamberlain, de club en de toeschouwers. Dus vanuit een uitgangspositie waarin de rijkdom perfect verdeeld is, ontstaat er een situatie waarin dit niet het geval is, zonder dat iemand iets "verkeerds" heeft gedaan.
Dit betekent, stelt Nozick, dat een rechtvaardigheidsprincipe dat uitgaat van een norm voor de verdeling van goederen, niet gerealiseerd kan worden zonder het voortdurend corrigeren van die verdeling en de daarbij komende inbreuken op het self-ownership van mensen.
De beperking van Nozicks gedachte-experiment, opgevat als verdediging van kapitalistische verhoudingen, is dat Nozick een situatie schetst waarin kapitaal, loonarbeid, productiemiddelen en onderhandelingsmacht vrijwel geen rol spelen. Chamberlain gaat een contract aan om zijn eigen, unieke talent te vertonen, maar deze situatie wordt voorgesteld als een metafoor voor veel complexere economische verhoudingen die andere vraagstukken oproepen.

### DeExperience Machine
Een ander gedachte-experiment uit State, Anarchy and Utopia is de Experience Machine, waarmee hij probeert te bewijzen dat geluk niet gelijkgesteld kan worden met een leven  met alleen plezierige ervaringen en zonder pijn. Hij bedacht een Belevingsmachine, die uitsluitend gericht is op genot, waarmee je, desgewenst, verbonden zou kunnen. Nozick meent dat we geen gebruik zullen  maken van deze machine, omdat we in contact willen blijven met de realiteit. 